# Enrique Gómez Martínez
Enrique Gómez Martínez (Bogotá, 23 de diciembre de 1968) es un abogado y político colombiano.
Gómez representante legal del Movimiento de Salvación Nacional y candidato a las Elecciones presidenciales de Colombia de 2022 por ese movimiento que fundó su tío, Álvaro Gómez Hurtado en el año 1990.

## Biografía
Enrique Gómez Martínez nació en Bogotá, el 23 de diciembre de 1968, en el seno de una familia de la aristocracia bogotana. 
Es abogado de la Universidad Sergio Arboleda de Bogotá, con experiencia en litigio y asesoría corporativa y estratégica en las áreas de derecho de seguros, civil, comercial, administrativo y en el desarrollo de fusiones y adquisiciones.

### Carrera profesional
Ha sido director jurídico del Centro de Conciliación y Arbitraje de la Sociedad Colombiana de Ingenieros y árbitro y secretario de dicho centro. Fue miembro de la lista de secretarios de tribunales de arbitramento de la Cámara de Comercio de Bogotá. Ha sido Gerente General de la Revista Síntesis Económica, Director Administrativo del Noticiero 24 Horas y docente universitario en las áreas de Derecho Laboral Colectivo y Derecho Indiano. 
Fue profesor del CESA. Miembro de la Asociación Colombiana de Derecho de Seguros Acoldese. Ha sido miembro de la Junta Directiva de Adpostal, Sociedad Portuaria de Santa Marta, Avidanti, Bimedco, Informese, Los Tres Elefantes e Indufrial, es también socio fundador de Zurek Gómez Abogados desde noviembre de 2007 a 2021.

### Carrera política
Enrique Gómez Martínez es director ejecutivo de la Fundación Álvaro Gómez Hurtado y como tal ha sido el responsable de liderar la investigación del Asesinato de Álvaro Gómez Hurtado quien en vida fue líder político y periodista, también es el abogado que representa a la familia Gómez en este caso.

Movimiento de Salvación Nacional.

Para 2022 Gómez es el vocero, representante legal del Movimiento de Salvación Nacional y candidato a las Elecciones presidenciales de Colombia de 2022 por ese movimiento que fundó su tío en el año 1990. Defiende principalmente una Reforma Integral a la Justicia, con la finalidad declarada de reducir lo que él denomina trabas y excesos garantistas, y un plan económico basado en la reducción de regulaciones y trámites para crear empresas. Tras su derrota en primera vuelta anunció que votarían por Rodolfo Hernández y Marelen Castillo para presidencia y vicepresidencia respectivamente.

## Familia
Enrique Gómez Martínez es miembro de la familia Gómez, de corte conservador. Es hijo del economista y abogado Enrique Gómez Hurtado y de María Ángela Martínez, siendo hermano de Miguel Gómez Martínez, también economista como su padre.

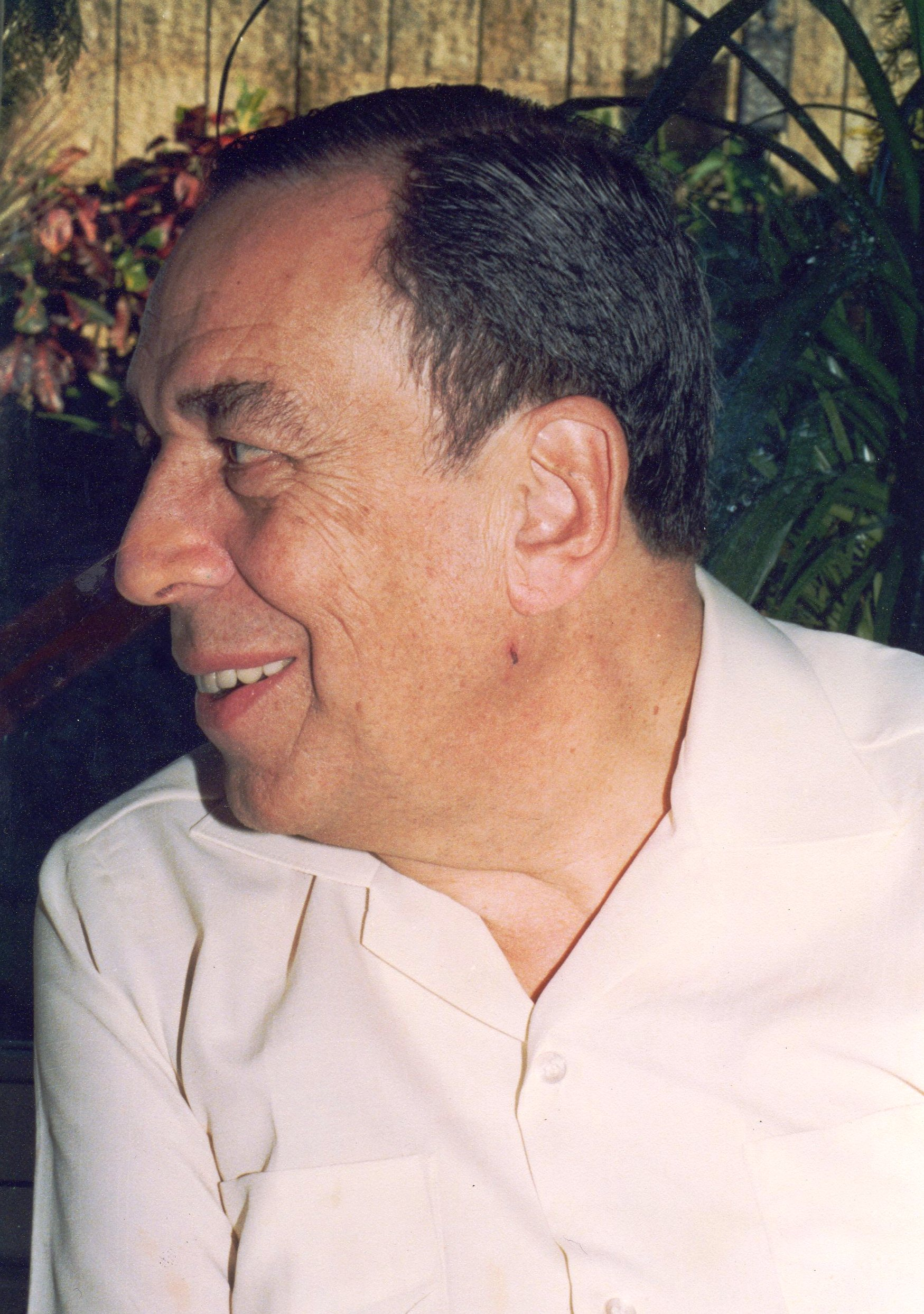
Su tío, Álvaro Gómez.

Su padre era hijo del expresidente Laureano Gómez Castro, y de su esposa, María Hurtado Cajiao. Uno de sus tíos era el abogado, periodista y político conservador Álvaro Gómez Hurtado, quien fundó el Movimiento de Salvación Nacional (casado con la escritora Margarita Escobar), siendo su primo el periodista Mauricio Gómez Escobar.
Su abuelo, Laureano, era a su vez hermano del caricaturista y periodista José María "Pepe" Gómez, uno de los pioneros de la caricatura política del siglo XX en Colombia. Por su padre, su abuela María era hija del político Simón Hurtado Peña, nieta del político Nicolás Hurtado y Arboleda, sobrina nieta del expresidente Ezequiel Hurtado Hurtado, y pariente del expresidente Eliseo Payán Hurtado.

### Matrimonio y descendencia
Uno de sus hijos es el politólogo Nicolás Gómez Arenas.